# Kollegium der Zwölf Apostel

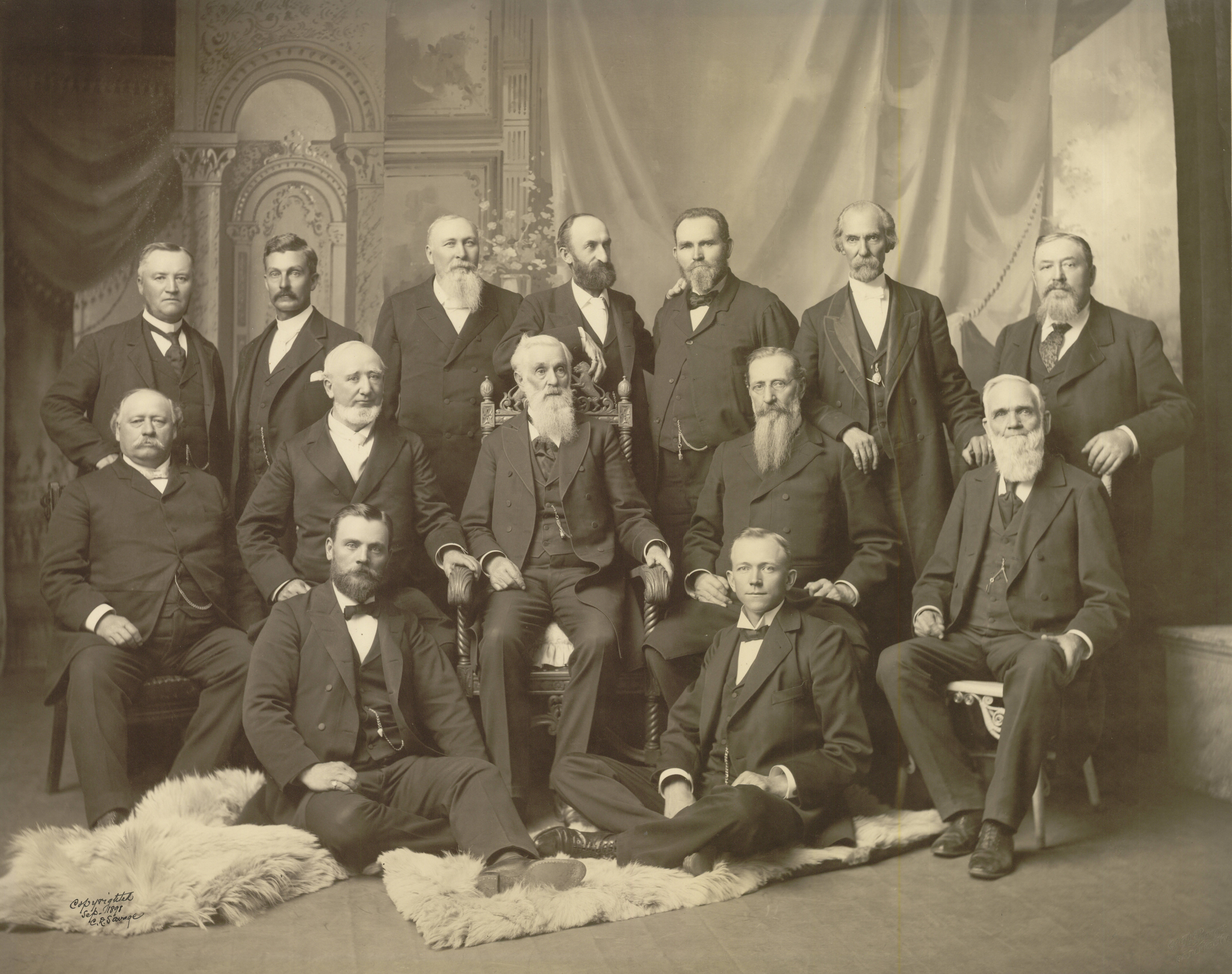
Kollegium der Zwölf Apostel, 1898

Das zweithöchste leitende Gremium im Führungssystem der Kirche Jesu Christi der Heiligen der Letzten Tage ist das Kollegium der Zwölf Apostel (auch Kollegium der Zwölf oder Rat der Zwölf genannt, englisch Quorum of the Twelve).

## Funktion
Die Zwölf Apostel erfüllen auf Weisung der Ersten Präsidentschaft Führungsaufgaben; sie sorgen dafür, dass die Kirche sich überall auf der Welt ordnungsgemäß weiterentwickelt und wächst. Ihre Berufung ist es, „besondere Zeugen für Jesus Christus zu sein“. Die Heiligen der Letzten Tage betrachten die Erste Präsidentschaft und die Zwölf Apostel als Propheten, Seher und Offenbarer, die göttliche Offenbarung und Inspiration empfangen, um die Kirche zu leiten.
Die Mitglieder dieses Kollegiums sind auf Lebenszeit in dieses Amt berufen. Sie haben dieselben Vollmachten und Schlüssel inne wie der Präsident der Kirche, üben diese aber nicht aus. Beim Tod des Präsidenten der Kirche wird das Kollegium der Zwölf Apostel zur präsidierenden Körperschaft, bis ein neuer Präsident berufen und ordiniert wird. Als Präsident wird traditionell das Dienstälteste Mitglied des Kollegiums berufen. Der neu gewählte Präsident wählt zwei Berater, die meist auch aus dem Kollegium stammen. Das danach Dienstälteste Mitglied wirkt dann als Präsident.

## Zusammensetzung
Das Kollegium besteht aus den folgenden Personen:
- Elder Jeffrey R. Holland (1994)
- Elder Dieter F. Uchtdorf (2004)
- Elder David A. Bednar (2004)
- Elder Quentin L. Cook (2007)
- Elder D. Todd Christofferson (2008)
- Elder Neil L. Andersen (2009)
- Elder Ronald A. Rasband (2015)
- Elder Gary E. Stevenson (2015)
- Elder Dale G. Renlund (2015)
- Elder Gerrit W. Gong (2018)
- Elder Ulisses Soares (2018)
- Elder Patrick Kearon (2023)

Bei zwei Mitgliedern ruht die Mitgliedschaft derzeit, da sie als Ratgeber Mitglieder der Ersten Präsidentschaft sind:
- Elder Dallin H. Oaks (1984)[5]
- Elder Henry B. Eyring (1995)[5]

## Liste gestorbener Apostel
- M. Russell Ballard[5]
- Alvin R. Dyer
- Boyd K. Packer
- Bruce R. McConkie
- David B. Haight
- Delbert L. Stapley
- George Q. Cannon
- James E. Faust
- John A. Widtsoe
- J. Reuben Clark
- L. Tom Perry
- LeGrand Richards
- Mark E. Petersen
- Neal A. Maxwell
- Reed Smoot
- Robert D. Hales
- Sylvester Q. Cannon

## Andere mormonische Kirchen
Auch in einigen anderen mormonischen Gemeinschaften, die sich von der Kirche Jesu Christi der Heiligen der Letzten Tage trennten, besteht ein Quorum of the Twelf als kollektive Kirchenleitung, so in der Gemeinschaft Christi, bei den Bickertoniten, in der Kirche Christi (Temple Lot), bei den Fettingiten und in der Restlichen Kirche Jesu Christi der Heiligen der Letzten Tage.